# Grabhügelfeld (Dittenheim)
Das Grabhügelfeld von Dittenheim auf der Gemarkung Dittenheim, einer Gemeinde im mittelfränkischen Landkreis Weißenburg-Gunzenhausen (Fluren Fuchsenbuck und In den Sandleiten), ist als Bodendenkmal (Akten Nr. D-5-6930-0055) unter Denkmalschutz gestellt.
Die 17 Hügelgräber der Hallstattzeit (etwa 800 bis 450 vor Christus) befinden sich in einer Offenlandschaft des Altmühltals, etwa 1750 Meter nordöstlich der evangelisch-lutherischen Pfarrkirche St. Peter und Paul am rechten Ufer der Altmühl, etwa zwischen Dittenheim im Südwesten, Windsfeld im Nordwesten, Wachstein im Nordosten und Gundelsheim an der Altmühl im Südosten. Sie sind in der Altmühlniederung als flache Erhöhungen noch gut sichtbar.
Fünf Hügel wurden von 1881 bis 1884 durch Heinrich Eidam (1849–1934) angegraben. Im größten fanden sich Reste eines Wagengrabes: Mit Eisen- und Bronzeblech beschlagene Teile der Radnaben und Reifen und Beschlagteile vom Wagenkasten sowie Knochenreste und zwei Gefäße.
Aus den Grabungen in den anderen Hügeln sind nur wenige Funde erhalten. Sie enthielten auch zwei römische Nachbestattungen.